# متلألئة شيلية
متلألئة شيلية (الاسم العلمي:Luzula chilensis) هي نوع من النباتات تتبع جنس المتلألئة من الفصيلة الأسلية.